# Jürgen Grimm
Jürgen Grimm (* 17. Dezember 1934 in Düsseldorf; † 20. Januar 2009 in Münster) war ein deutscher Romanist und Literaturwissenschaftler.

## Leben und Werk
Grimm promovierte 1964 in Freiburg bei Hugo Friedrich über Die literarische Darstellung der Pest in der Antike und in der Romania (München 1965). Er war Lektor in Frankreich und habilitierte sich 1971 in Freiburg mit La Fontaines Fabeln als satirisches Kunstwerk (La Fontaines Fabeln, Darmstadt 1976). Von 1974 bis 2000 war er ordentlicher Professor für romanische Philologie in Münster. Grimm war von 1993 bis 1997 Vorsitzender des Deutschen Romanistenverbandes. Sein Nachlass befindet sich im Romanistenarchiv Augsburg.

## Weitere Werke
- Die Einheit der Ariost'schen Satire, Frankfurt 1969
- (zusammen mit Frank-Rutger Hausmann und Christoph Miething) Einführung in die französische Literaturwissenschaft, Stuttgart 1976, 2. Auflage 1984, 3. Auflage 1987, 4. Auflage 1997
- Roger Vitrac. Ein Vorläufer des Theaters des Absurden, München 1977
- Das avantgardistische Theater Frankreichs 1895-1930, München 1982
- Molière, Stuttgart 1984, 2. Auflage 2002 (französisch: Paris/Seattle/Tübingen 1993)
- Jean de la Fontaine, Fabeln, ausgewählt, übersetzt und kommentiert, Stuttgart 1987, 2009
- (Hrsg.) Französische Literaturgeschichte, Stuttgart 1989, 2. Auflage 1991, 3. Auflage 1994, 4. Auflage 1999
- Guillaume Apollinaire, München 1993
- Französische Klassik, Stuttgart/Weimar 2005